# Gustinja
Gustinja je majhen nenaseljen otoček v Jadranskem morju. Pripada Hrvaški.
V državnem programu za zaščito in uporabo majhnih, občasno naseljenih in nenaseljenih otokov ter okoliškega morja Ministrstva za regionalni razvoj in sklade Evropske unije je Gustinja uvrščen med otoke z manjšo nadmorsko reliefno površino (kamnine različnih oblik in velikosti). Meri 5.244 m2. Pripada mestu Rovinj. V bližini sta zaliva Palud, zaliv Sv. Pavla in ornitološki rezervat Palud.